# Memnon
Memnon (gr. Μέμνων Mémnōn, łac. Memnon) – w mitologii greckiej król Etiopów, syn Eos ze związku z Titonosem, uczestnik wojny trojańskiej.
Był on silny, mężny i piękny, zabił Antylocha i poległ z ręki jego przyjaciela – Achillesa pod Troją. Eos, zrozpaczona po stracie syna, padła do nóg Zeusa i wybłagała o uznanie dla syna, aby miał cześć u ludzi, niczego nie prosząc dla siebie. Zeus, by złagodzić ból matki, zgodził się. Podczas ceremonii pogrzebowej, gdy złożono ciało Memnona na stosie, spośród dymu i płomieni wyleciało stado białych ptaków, które podzieliwszy się na dwie grupy stoczyły krwawy bój nad zwłokami Memnona, składając w ten sposób ofiarę z własnej krwi na jego grobie.
Z imieniem Memnona związana jest ciekawa historia z czasów cesarstwa rzymskiego. Otóż na zachodnim brzegu Nilu, niedaleko Teb, wśród ruin znajdowały się dwa olbrzymie posągi Amenofisa III. Ponieważ pamięć o faraonie odeszła w zapomnienie, a nie potrafiono odczytać zatartych napisów, nazywano je Kolosami Memnona, zwłaszcza że, jak zauważono, kiedy pierwsze blaski świtu padają na piersi posągów, Kolosy wydają odgłosy przypominające jęki. Uznano, że to pierwsze dotknięcia różanopalcej Eos budzą jej syna, który żali się matce na swój los. Przez lata turyści zjeżdżali się, żeby podziwiać to zjawisko. W II wieku n.e., za cesarza Septymiusza Sewera, posągi poddano renowacji, co spowodowało ich zamilknięcie.
Współczesne badania wykazały, że posągi miały wewnętrzne spękania, a kamień, schłodzony nocą, nagrzewając się podnosił ciśnienie zawartego w nich powietrza, które ulatywało dziurami powodując efekt gwizdka na czajniku.